# حقنة شرجية
الحقنة الشرجية هي حقنة تُضخ للأمعاء الغليظة عن طريق المستقيم. ويمكن أن تشير أيضا إلى السائل الذي يُحقن، بالإضافة إلى الجهاز الذي يُحقن به. وتُسمَّى هذه العملية الرَّحض.
في الطب القياسي، معظم استخدامات الحقنة الشرجية تكون من أجل علاج الإمساك وتنظيف الأمعاء الغليظة قبل إجراء أية فحوصات أو عمليات، وتُوَظّف أيضا في أمراض الجهاز الهضمي (والتي تعرف بحقن الباريوم) لفحص الإسهال، وكطريقة لتنظيم الطعام والماء والأدوية، وأيضاً لتحفيز الجهاز الهضمي بصفة عامة، بالإضافة إلى كونها وسيلة لخفض الحرارة ولعلاج التبرز اللاإرادي، وتعويض للسوائل المفقودة من أجسام المرضى (التروية المستقيمية) بالنسبة للأشخاص الذين يصعب معالجتهم من خلال القسطرة الوريدية.
في سياق آخر، تُستخدم الحقنة الشرجية بديلًا لبعض طرق العلاج الصحية، وتستخدم جزء من ممارسة الأنشطة الجنسية بغرض المتعة ولكن لغرض سادي منحرف في بعض الأحيان، وكذلك تُستخدم وسيلة للثمالة، وللتحكم في المخدرات لأسباب ترفيهية وآخرى دينية، ويمكن استخدامها أيضا وسيلةً من وسائل العقاب والتعذيب.

## الاستخدامات الطبية
الاستخدامات الطبية الرئيسية للحقن الشرجية هي:

### تنظيف الأمعاء
كمنشطات للأمعاء، تُستخددم الحقن الشرجية لنفس الأغراض مثل المسهلات التي تؤكل: لتخفيف الإمساك، لعلاج انحشار البراز، لتفريغ القولون قبل إجراء طبي مثل تنظير القولون. عندما لا تُوصف الملينات الفموية أو عندما لا تكون فعالة بما فيه الكفاية، قد تكون الحقن الشرجية إجراء معقول وضروري.
يمكن إعطاء كمية كبير من الحقنة الشرجية لتطهير أكبر قدر ممكن من القولون من البراز. ومع ذلك، فإن الحقنة الشرجية كمية منخفضة مفيدة عمومًا للبراز في المستقيم فقط، وليس في الأمعاء.

#### العلاجات الحادة
تستخدم الحقن الشرجية، باعتبارها منشطة لحركة الأمعاء، لنفس أسباب استخدام الملينات المتناولة عبر الفم، أي لتخفيف الإمساك، وعلاج انحشار البراز، وتفريغ القولون قبل الخضوع لبعض الإجراءات الطبية، كتنظير القولون مثلًا. عندما تكون الملينات الفموية غير ضرورية أو عندما تكون غير فعالة بما فيه الكفاية، تصبح الحقن الشرجية خيار معقول وضروري.
في بعض الحالات، توصف الأحجام الكبيرة من الحقن الشرجية لتنظيف أكبر قدر ممكن من القولون، بينما تفيد الحقن الشرجية الصغيرة عمومًا في تنظيف البراز الموجود في المستقيم فقط، ولا تؤثر على محتويات الأمعاء.
تعتمد آلية الحقن الشرجية على حجم السائل الذي يسبب توسع سريع في القناة المعوية، وذلك بالإضافة إلى طبيعة بعض المحاليل التي قد تخرش الغشاء المخاطي المعوي وتحفز الحركة التمعجية وتلين البراز، ما يحرض في النهاية حركة الأمعاء. تعتمد فعالية الحقنة الشرجية على عدة عوامل، وهذا يتضمن الحجم المحقون ودرجة الحرارة ومحتوى المحلول. كي تكون الحقنة الشرجية فعالة، يجب أن يحبس المريض المحلول من خمس إلى عشر دقائق، تبعًا للقدر المسموح به، أو كما توصي بعض كتب التمريض، من خمس إلى خمس عشرة دقيقة أو لأطول فترة ممكنة.

#### الحقن الشرجية كبيرة الحجم
تستخدم الحقن الشرجية الأعمق أو الأكبر للوصول إلى أقسام كبيرة من القولون وتنظيف بأكبر قدر ممكن. يتوسع القولون ويتمدد عندما يحقن بكمية كبيرة من السائل، ويستجيب لهذا التمدد المفاجئ بتوليد انقباضات شاملة، أو ما يسمى بالحركة الدودية، تؤدي إلى دفع محتوياته نحو المستقيم.
تعتبر حقنة ماء الصابون الشرجية مرادف شائع للحقن الشرجية كبيرة الحجم (ومع ذلك، لا يعتبر الصابون ضروريًا لفعاليتها). للتخفيف من الإمساك العرضي، يمكن استخدام الحقن الشرجية كبيرة الحجم في المنزل، ولكن قد يتطلب الأمر رعاية طبية في حالات الإمساك المتكررة أو الشديدة.

### المحاليل المائية
تحتوي بعض الحقن على الماء العادي الذي يعمل على توسيع القولون بآلية ميكانيكية ويؤدي إلى تحريض التبرز. يعتبر المحلول الملحي العادي أقل تخريشًا للقولون، وكما الماء العادي، يعمل المحلول الملحي ببساطة على توسيع القولون ميكانيكيًا، ولكنه يوفر مدرج تركيز محايد، فهو لا يسحب الشوارد من الجسم، كما يحدث مع الماء العادي، ولا يسحب الماء إلى القولون، كما يحدث عند استخدام محاليل الفوسفات. وبالتالي، يمكن استخدام محلول الماء المالح عندما يكون حبس المحلول لفترة طويلة مستطبًا، كما هو الحال عند استخدامه لتخفيف انحشار كتلة برازية مثلًا.
يستخدم الصابون القشتالي استخدامًا شائعًا ضمن هذه المحاليل، لأنه يسبب تهيج بطانة القولون، وهذا يزيد بدوره الحاجة الملحة للتبرز. ومع ذلك، لا ينبغي استخدام الصابون السائل والمنظفات.
يخرش الغليسرول الغشاء المخاطي للأمعاء تحديدًا، ويعمل على تحريض التمعج من خلال تأثير فرط التناضح الذي يولده. يستخدم الغليسرول عادةً في محلول مخفف، على سبيل المثال، محلول بتركيز 5% مثلًا.